# Coefficient matriciel
En mathématiques, un coefficient matriciel (ou élément de matrice) est une fonction sur un groupe d'une forme spéciale, qui dépend d'une représentation linéaire du groupe et de données supplémentaires. Plus précisément, c'est une fonction sur un groupe topologique G, obtenue en composant une représentation de G sur un espace vectoriel V avec une forme linéaire définie sur les endomorphismes de V1. Elle est aussi appelée fonction représentative. Ces fonctions interviennent naturellement dans les représentations de dimension finie de G en tant que coefficients des représentations matricielles correspondantes. Lorsque le groupe G est compact, le théorème de Peter-Weyl exprime que les coefficients matriciels sur G sont denses dans l'espace de Hilbert des fonctions de carré intégrable sur G.
Les coefficients matriciels des représentations des groupes de Lie se sont avérés intimement liés à la théorie des fonctions spéciales, fournissant une approche unificatrice de grandes parties de cette théorie. Les propriétés de croissance des coefficients matriciels jouent un rôle clé dans la classification des représentations irréductibles des groupes localement compacts, en particulier les groupes réductifs réels et p-adiques. Le formalisme des coefficients matriciels conduit à généraliser la notion de forme modulaire. Dans une direction différente, les propriétés de mélange de certains systèmes dynamiques sont contrôlées par les propriétés de coefficients matriciels appropriés.

## Définition
Un coefficient matriciel (ou élément de matrice) d'une représentation linéaire ρ d'un groupe G sur un espace vectoriel V est une fonction définie sur le groupe de la forme {\displaystyle f_{v,\eta }} définie par
{\displaystyle f_{v,\eta }(g)=\eta (\rho (g)v)},
où {\displaystyle v} est un vecteur de {\displaystyle V}, {\displaystyle \eta } est une forme linéaire continue sur {\displaystyle V}, et {\displaystyle g} est un élément quelconque de {\displaystyle G}. Cette fonction prend des valeurs scalaires sur {\displaystyle G}. Si {\displaystyle V} est un espace de Hilbert, alors par le théorème de représentation de Riesz, tous les coefficients de matrice sont de la forme
{\displaystyle f_{v,w}(g)=\langle \rho (g)v,w\rangle }
pour des vecteurs {\displaystyle v} et {\displaystyle w} convenables de {\displaystyle V}.
Pour {\displaystyle V} de dimension finie et {\displaystyle v} et {\displaystyle w} vecteurs d'une base, il s'agit en fait de la fonction déterminée par un coefficient fixé de la matrice de la représentation.

## Applications

### Groupes finis
Les coefficients matriciels des représentations irréductibles des groupes finis jouent un rôle de premier plan dans la théorie des représentations de ces groupes, telle que développée par Burnside, Frobenius et Schur. Ils satisfont aux relations d'orthogonalité de Schur. Le caractère d'une représentation ρ est une somme des coefficients matriciels fvi,ηi, où (vi) est une base de l'espace de la représentation ρ, et (ηi) est la base duale.

### Groupes de Lie de dimension finie et fonctions spéciales
Les coefficients matriciels des représentations des groupes de Lie ont d'abord été considérés par Élie Cartan. Israel Gelfand s'est rendu compte que de nombreuses fonctions spéciales classiques et autres polynômes orthogonaux peuvent être exprimés comme les coefficients matriciels de représentations de groupes de Lie classiques G[réf. nécessaire]. Cette description constitue un cadre uniforme pour démontrer de nombreuses propriétés jusqu'ici disparates des fonctions spéciales, telles que les formules d'addition, certaines relations de récurrence, les relations d'orthogonalité, les représentations intégrales et les propriétés spectrales – ce sont des vecteurs propres d'opérateurs différentiels. Les fonctions spéciales de la physique mathématique, telles que les fonctions trigonométriques, la fonction hypergéométrique et ses généralisations, les polynômes orthogonaux de Legendre, Jacobi, etc., et les fonctions de Bessel apparaissent toutes comme des coefficients matriciels de représentations de certains groupes de Lie. Les fonctions thêta et les séries d'Eisenstein analytiques réelles, importantes en géométrie algébrique et en théorie des nombres, admettent également de telles réalisations.

### Formes automorphes
Une approche puissante de la théorie des formes modulaires classiques, initiée par Gelfand, Graev et Piatetski-Shapiro, consiste à les considérer comme des coefficients matriciels de certaines représentations unitaires de dimension infinie, des représentations automorphes de groupes adéliques. Cette approche a été développée par Langlands, pour les groupes algébriques réductifs généraux sur des corps globaux.